# Lasionycta buraetica
Lasionycta alpicola es una especie de mariposa nocturna de la familia Noctuidae. Vive en los montes Sayanes entre Siberia y Mongolia.